# Re semi-leggendari svedesi

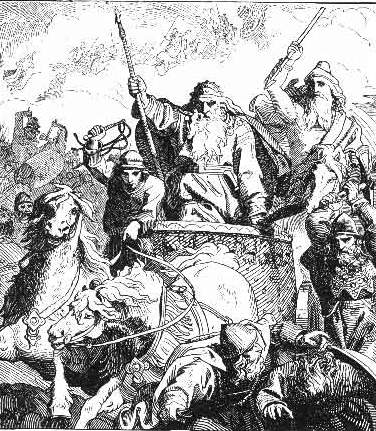
Harald Hildetand

I re semi-leggendari svedesi sono i molti re dello Svealand (e occasionalmente di altre parti della attuale Svezia) che hanno preceduto Erik il Vittorioso, secondo fonti come le saghe norrene, il Beowulf, San Rimberto, Adamo da Brema e Saxo Grammaticus, ma la cui storicità è disputata. Ciò è dovuto al fatto che appaiono anche in altre fonti non correlate. Per la lista dei re precedenti, vedi Re leggendari svedesi; per quella dei re successivi, vedi Elenco di monarchi svedesi. I re semi-leggendari sono chiamati sagokungar in svedese, nome che ha intenzionalmente il doppio significato di "re delle fiabe" e "re delle saghe". Molti appartengono al casato degli Ynglingar/Scylfing, altri al casato di Munsö e alla casa degli Skjöldung/Scylding. Specialmente i re più antichi possono essere considerati sia sovrani di Svezia sia di Danimarca.
La maggior parte di questi re, esclusi quelli del casato di Munsö, sono collocati in un arco temporale tra 400 e tardo 600. Ciò significa che appartengono alla memoria storica comune, rielaborata nel corso del tempo, del Periodo delle Migrazioni e, successivamente, dell'Era di Vendel, cioè l'età immediatamente precedente a quella vichinga. Questi sovrani dunque avrebbero vissuto nell'età in cui si riteneva si fossero formati (o iniziavano a delinearsi) le grandi tribù scandinave che qualche secolo dopo diedero origine ai regni danese, svedese e norvegese. Inoltre fonti come il Beowulf e il Widsith indicano chiaramente che gli Angli, gli Juti e le altre tribù migrate in Gran Bretagna sentivano di avere un'origine scandinava comune.

## Casato degli Ynglingar/Scylfing
Appartenenti a un'antica dinastia sueone menzionata sia nelle saghe norrene sia nel Beowulf, utilizzavano il titolo di re a Uppsala, dal nome della loro sede nello Svealand. I re precedenti a questo elenco non hanno alcun fondamento storico. 
Il doppio nome della dinastia deriva dal dio Yngvi-Freyr, ritenuto il capostipite della famiglia, e da Skelfir, Skjalf o anche Sceafa a seconda delle fonti.
- Egil/Ongenþeow (fine V - inizio VI secolo)
- Ottar/Ohthere (515-530 circa)
- Åle/Onela (metà VI secolo)
- Aðils/Eadgils (seconda metà VI secolo)
- Östen (fine VI secolo)
- Interregno del re del mare Sölve (non era uno Yngling)
- Ingvarr (fine VI secolo)
- Anund (inizio VII secolo)
- Ingjald (metà VII secolo)

## Successione dei re durante il VIII secolo
Questi sono re che succedettero agli Ynglingar e che furono parte delle leggende di Harald Hildetand e Ragnarr Loðbrók. Secondo lo storico danese Saxo Grammaticus, Sigurðr Hringr apparteneva agli Ynglingar ed era figlio di Ingjald. Le saghe invece lo dicono figlio di Randver, figlio di Ráðbarðr, re di Garðaríki.
- Ivar Vidfamne, sconfisse Ingjald, (655-695 circa)
- Harald Hildetand, figlio di Ivar, (705-750 circa)
- Sigurðr Hringr, sconfisse Harald, (750-770 circa)
- Ragnarr Loðbrók, figlio di Sigurðr, (770-785 circa)
- Östen Beli/Eysteinn, jarl al servizio di Ragnarr (fine VIII secolo)

## Casato di Munsö (VIII-X secolo)
Ci sono alcune divergenze tra le fonti, ma non sembrano dovute all'esistenza di re svedesi in competizione. In parte derivano dalla tradizione che due fratelli potessero regnare contemporaneamente, nonché dalla tendenza di alcuni sovrani nei secoli successivi di giustificare il proprio dominio allacciandosi a linee dinastiche altrimenti estinte. Nel caso del casato di Munsö vi è l'ulteriore complicazione derivata dall'utilizzo dello Stendardo del corvo da parte della Grande armata danese, ma frequentemente utilizzata nel IX e X secolo da altri capi vichinghi non imparentati con i Munsö, sicché cronisti anche coevi attribuirono ulteriori membri a tale casata. Le fonti sembrano menzionare questo dettaglio solo in caso di guerre civili (Björn II e Anund Uppsale) o di problemi di successione (Erik il Vittorioso, Olof Björnsson e Styrbjörn Starke). I re di questo casato ci sono noti principalmente attraverso la Saga di Hervör. I re non menzionati in essa ma in altre fonti sono scritti tra parentesi.
- Sigurðr Hringr
- Ragnarr Loðbrók
- Björn Ragnarsson
- Erik Björnsson, forse re insieme a Refil (inizio IX secolo)
- Erik Refilsson (inizio IX secolo)
- Anund Uppsale (inizio IX secolo)
- Björn at Haugi (829-831 circa)
- (Olof I di Svezia, metà IX secolo)
- Erik Anundsson (Erik Emundsson o Erik dal cappello di vento?, metà IX secolo)
- (Ring di Svezia, 910-940 circa)
- (Erik Ringsson, 940-950 circa)
- (Emund Eriksson, metà X secolo)
- Björn Eriksson (seconda metà X secolo)
- Olof Björnsson (seconda metà X secolo)

Il successore di Olof II fu Erik il Vittorioso, il primo re svedese storicamente confermato.

### Fonti primarie
- Anonimo, Beowulf
- Anonimo, Widsith
- Adamo da Brema, Gesta Hammaburgensis
- Saxo Grammaticus, Gesta Danorum
- Snorri Sturluson, Edda in Prosa
- Snorri Sturluson, Skáldskaparmál
- Snorri Sturluson, Heimskringla
- Anonimo, Hversu Noregr byggðist
- Anonimo, Cronaca anglosassone